# Нижнесульский национальный природный парк
Нижнесульский (укр. Нижньосульський національний природний парк) — национальный парк, расположенный на территории Кременчугского и Лубенского районов Полтавской области и Золотоношского района Черкасской области (Украина).
Создан 10 февраля 2010 года. Площадь — 18 635,11 га.

## История
Природный парк был создан 10 февраля 2010 года согласно указу Президента Украины Виктора Ющенко с целью сохранения, возобновления и рационального использования природных комплексов долины реки Сула, имеющих важное природное и историко-культурное значение.

## Описание
Парк включает долину реки Сула и Сульский залив (старый приустьевой участок долины реки Сулы, затопленный наполнением Кременчугского водохранилища в 1959-61 годах на Днепре).
Нижнесульскому парку в постоянное пользование были переданы земли общей площадью 18 635,11 га:
- 1315 га изъято у государственного предприятия «Золотоношское лесное хозяйство»
- 441,3 га земель запаса на территории бывшего Оржицкого района
- 431 га земель запаса на территории бывшего Семёновского района
- 16 447,81 га земель включены в состав парка без изъятия

Эффективное функционирование парка — налаженность заповедного режима объекта — необходимо для сохранения природного равновесия региона: в частности сохранение популяций гидрофильных видов птиц и рыбы.

## Природа
Территория парка служит местом пролёта значительного количества водоплавающих и гидрофильных видов птиц, среди которых особую ценность составляют журавль серый, утка серая, цапли большая белая и рыжая.
Сульский залив является местом возобновления популяции рыб.
Парк имеет также и историко-культурное значение: на берегу Днепра расположены памятники скифской эпохи.